# 혁명적 수령관
혁명적 수령관(革命的 首領觀)은 조선로동당과 조선민주주의인민공화국이 지도체계로 삼고 있는 유일지도체계의 이론적 기초이다.
이 관점은 조선로동당과 조선민주주의인민공화국(북한)의 최고 강령이며 목적인 혁명 투쟁에서 수령이 차지하는 지위와 역할에 대해 명시하고 있다. 조선사회주의혁명의 주체와 역사의 창조자는 인민대중이나, 노동계급이 투쟁에서 승리하기 위해서 수령의 영도가 필수적이고 결정적이라는 견해이다.
1980년대 중반 이후 김정일이 〈주체사상교양에서 제기되는 몇 가지 문제에 대하여〉(1986), 〈일군들속에서 혁명적수령관을 튼튼히 세울데 대하여〉(1988) 등을 발표하면서 빈번히 언급되기 시작했다.
무오류하고 완전하며 유일한 수령의 존재를 가정하는 이 이론은 필연적으로 후계자론을 필요로 하며, 자연스럽게 봉건적, 비과학적인 개인숭배로 이어진다는 비판도 있다.

## 같이 보기
- 유일사상체계
- 조선로동당
- 조선민주주의인민공화국
- 독재
- 북한식 사회주의
- 주체사상
- 선군사상
- 공산주의

## 참고 자료
- 이종석 (1997). 《조선로동당연구》. 서울: 역사비평사. ISBN 9788976961068.
- 장용훈 기자 (2006년 1월 1일). “북 공동사설, 국방·경제현대화·민족공조 강조”. 한겨레. 2016년 6월 10일에 원본 문서에서 보존된 문서. 2016년 5월 23일에 확인함.